# Samuel Suñé i Farando
Samuel Suñé i Farando (Barcelona, 12 de novembre de 1888 - Barcelona, setembre de 1964) va ser un dibuixant i fotògraf català.

## Biografia
Va néixer a la Ronda de Sant Pere de Barcelona, fill de Josep Suñé, natural de Barcelona, i de Rosa Farando, natural de Claverol.
Després de formar-se a l'Escola Superior de Disseny i Art Llotja (ESDA Llotja), on el 1909 va rebre un diploma, el 1912 es traslladà a París, on es posà en contacte amb el corrent artístic del futurisme i va assolir molt prestigi com a retratista. En tornar a Barcelona, es retrobà amb l'ambient cultural del noucentisme, que aleshores estava molt present en el moviment artístic del país, i aquest el va marcar profundament, tant en la seva manera de fer, com en el seu pensament.
Pel que fa a les seves exposicions, aquestes no foren molt nombroses. Cal destacar, però, l'Exposició de Retrats i Dibuixos de Barcelona del 1910, o la VI Exposició Internacional d'Art de Barcelona del 1911. Els seus dibuixos, i algunes pintures, estan ambientats en temes senzills de la vida quotidiana. El 1918 s'establí al seu estudi de fotògraf retratista, que fou un dels més prestigiosos de Barcelona, i allà organitzà diversos concerts i vetllades literàries. Ben aviat es convertí en un fotògraf de renom, que fins i tot fou de jurat en concursos fotogràfics.
Fou professor de dibuix i fotografia del seu nebot Ricard Suñé i Álvarez.
El 1975 es reuní a la Sala Rovira de Barcelona una exposició antològica de la seva obra. Anys després de la seva desaparició, el 2015, es va organitzar una exposició sobre fotografia de moda "Distinció. Un segle de fotografia de moda", on es recollia una selecció de fotografies que mostren l'evolució i la forma d'entendre la fotografia de moda, amb fotografies de diversos autors, entre els quals el mateix Samuel Suñé.
El Museu del Disseny de Barcelona conserva una fotografia publicitària de Modas Marinette de l'any 1934.